# Jan Lev
Jan Lev (19. února 1874 Kladno – 24. února 1935 Jilemnice), byl český malíř a dekoratér.

## Život
Jan Lev se narodil 19. února 1874 na Kladně do rodiny slévače Poldiny hutě. Již od dětství projevoval neobyčejné malířské nadání, ve kterém byl podporován zvláště svou matkou. Otec z něho chtěl mít slévače, ale časem souhlasil se studiem na pražské malířské akademii. V roce 1891 byl Jan Lev přijat ke studiu do speciálky prof. Maxmiliána Pirnera. Po roce musel však nadaný mladík studia pro nedostatek finančních prostředků opustit a vrátil se domů. Následně nastoupil do učení na malíře pokojů. Během učení si doplnil vzdělání ve veřejné kreslírně při kladenské řemeslnické škole. Po úspěšném složení učňovské zkoušky ještě nějaký čas působil v kladenské firmě malíře pokojů pana Částky. Záhy se však vydal do světa a nakonec zakotvil v Jilemnici u malířského mistra Bernarda Volfa. Brzy se osamostatnil a svým uměním si u zákazníků získal oblibu. Provedl nástěnné malby ve vstupní hale jilemnické dívčí školy, lunety hlavního sálu v občanské záložně a vyzdobil řadu interiérů v jilemnických domácnostech. Začal rovněž malovat divadelní kulisy pro místní ochotnický spolek. Za I. světové války byl Jan Lev odveden a poslán na východní frontu. V srpnu 1915 přeběhl k Rusům do zajetí a posléze vstoupil v Kyjevě do legií. I zde podle možností stále maloval, většinou však jen drobné práce. Po návratu domů se vrátil především k malování divadelních dekorací. Během času se však přihlásila vážná nemoc a malíř již nemohl pracovat na rozměrných plátnech. Postupně se vrátil k malování žánrových obrázků a podobizen. Zemřel v Jilemnici 24. února 1935.
Jan Lev byl malířem jevištních dekorací, žánrových obrázků a portrétů.

## Galerie

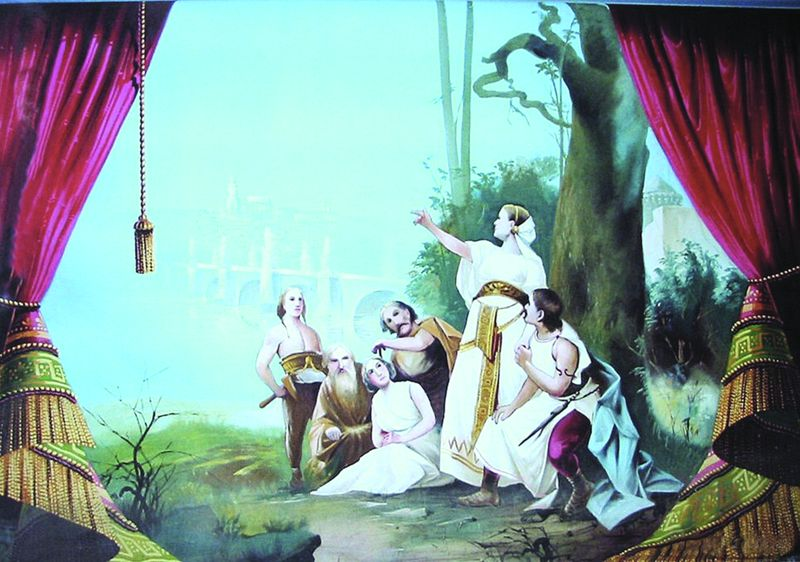
Jan Lev - malovaná opona Libušina věštba, divadlo v Buřanech
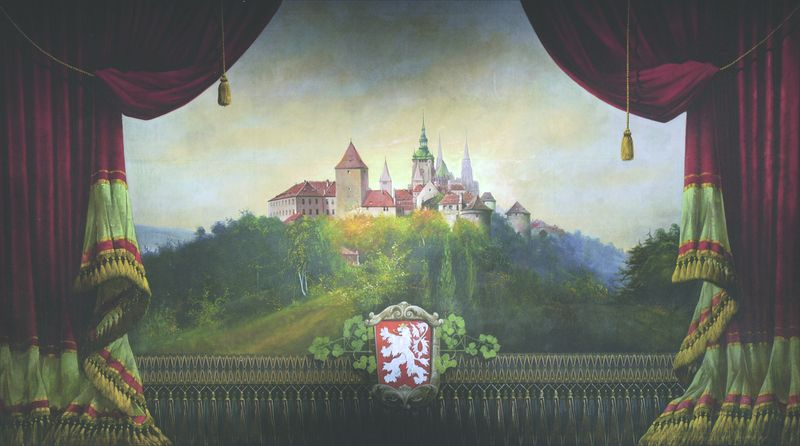
Jan Lev - malovaná opona, sál v Roprachticích (1923)